# Badminton na Igrzyskach Azjatyckich 2014
Badminton na Igrzyskach Azjatyckich 2014 odbywał się w dniach 20–29 września 2014 roku. Rywalizacja odbywała się w Gyeyang Gymnasium w Inczon w siedmiu konkurencjach.

## Podsumowanie

### Klasyfikacja medalowa
| Klasyfikacja medalowa | Klasyfikacja medalowa | Klasyfikacja medalowa | Klasyfikacja medalowa | Klasyfikacja medalowa | Klasyfikacja medalowa |
| Miejsce               | państwo               | Złoto                 | Srebro                | Brąz                  | Razem                 |
| --------------------- | --------------------- | --------------------- | --------------------- | --------------------- | --------------------- |
| 1                     | Chiny                 | 4                     | 3                     | 2                     | 9                     |
| 2                     | Indonezja             | 2                     | 1                     | 1                     | 4                     |
| 3                     | Korea Południowa      | 1                     | 2                     | 2                     | 5                     |
| 4                     | Japonia               | 0                     | 1                     | 1                     | 2                     |
| 5                     | Malezja               | 0                     | 0                     | 4                     | 4                     |
| 6                     | Chińskie Tajpej       | 0                     | 0                     | 2                     | 2                     |
| 7                     | Hongkong              | 0                     | 0                     | 1                     | 1                     |
| =                     | Indie                 | 0                     | 0                     | 1                     | 1                     |
| Razem                 | Razem                 | 7                     | 7                     | 14                    | 28                    |

### Medaliści
| Konkurencja    | 1. miejsce                                            | 2. miejsce                                       | 3. miejsce                                                                        |
| Mężczyźni      | Mężczyźni                                             | Mężczyźni                                        | Mężczyźni                                                                         |
| -------------- | ----------------------------------------------------- | ------------------------------------------------ | --------------------------------------------------------------------------------- |
| Gra pojedyncza | Lin Dan                                               | Chen Long                                        | Lee Chong Wei Wei Nan                                                             |
| Gra podwójna   | Indonezja · Mohammad Ahsan · Hendra Setiawan          | Korea Południowa · Lee Yong-dae · Yoo Yeon-seong | Korea Południowa · Kim Ki-jung · Kim Sa-rang Malezja · Goh V Shem · Tan Wee Kiong |
| Drużynowo      | Korea Południowa                                      | Chiny                                            | Malezja · Chińskie Tajpej                                                         |
| Kobiety        |                                                       |                                                  |                                                                                   |
| Gra pojedyncza | Wang Yihan                                            | Li Xuerui                                        | Bae Youn-joo Tai Tzu-ying                                                         |
| Gra podwójna   | Indonezja · Nitya Krishinda Maheswari · Greysia Polii | Japonia · Misaki Matsutomo · Ayaka Takahashi     | Chiny · Tian Qing · Zhao Yunlei Malezja · Vivian Hoo Kah Mun · Woon Khe Wei       |
| Drużynowo      | Chiny                                                 | Korea Południowa                                 | Japonia · Indie                                                                   |
| Mikst          |                                                       |                                                  |                                                                                   |
| Gra mieszana   | Chiny · Zhang Nan · Zhao Yunlei                       | Indonezja · Tontowi Ahmad · Lilyana Natsir       | Chiny · Xu Chen · Ma Jin Indonezja · Praveen Jordan · Debby Susanto               |